# Kennewick

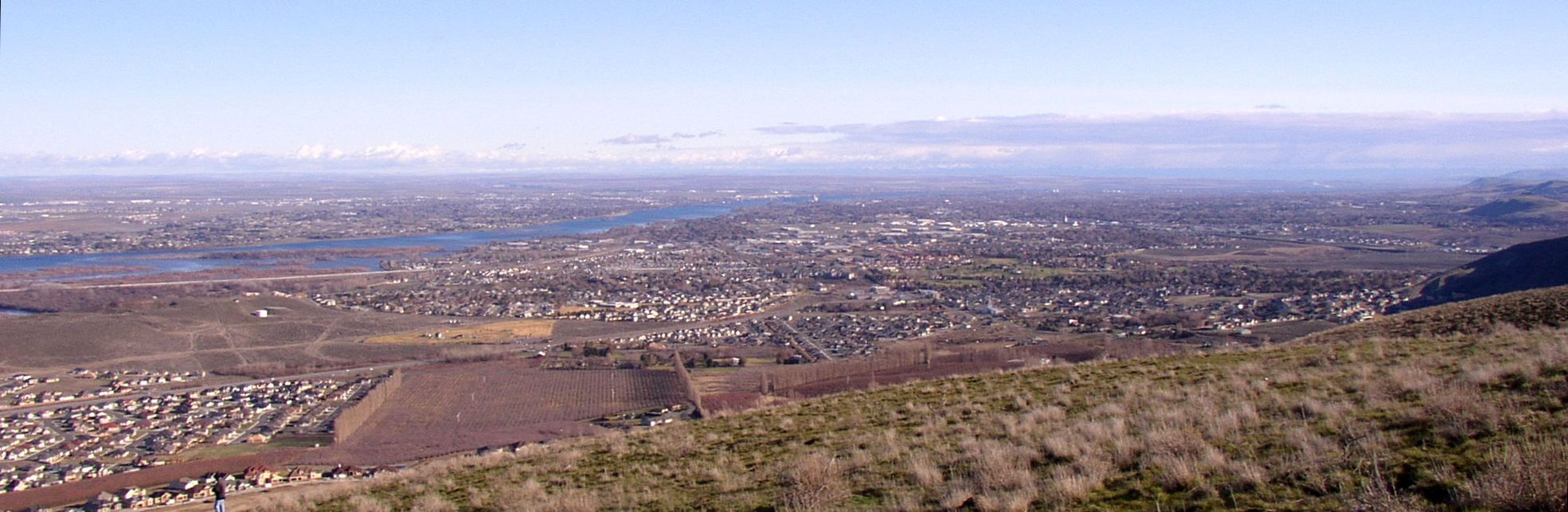
Vista des de la muntanya Badger a Richland amb vistes a Richland (en primer pla), Kenwick (a dalt a la dreta) i Pasco

Kennewick és una ciutat amb 60.000 habitants de l'estat de Washington, als Estats Units Està a prop de Richland i Pasco, i és una de les Tri-Cities. L'home de Kennewick va ser trobat al Riu Columbia, que passa per Kennewick. La ciutat està situada en un desert petit i, encara que hi fa molt de sol i molta calor, en general, a vegades també hi bufen vents a altes velocitats.